# 유라시아 경제 연합
유라시아 경제 연합(러시아어: Евразийский экономический союз, 벨라루스어: Еўразійскі эканамічны саюз, 카자흐어: Еуразиялық Экономикалық Одақ, 아르메니아어: Եվրասիական տնտեսական միություն, 키르기스어: Евразиялык экономикалык биримдик, 영어: Eurasian Economic Union, EAEU, 프랑스어: Union économique eurasiatique)은 유라시아에 위치한 국가 간의 경제 연합이다.
2014년 5월 29일에 카자흐스탄의 아스타나에서 러시아, 벨라루스, 카자흐스탄 3개국이 창설 조약을 체결하였고 2015년 1월 1일에 출범하였다.

## 회원국

### 정회원국
- 러시아 (2015년 1월 1일)
- 벨라루스 (2015년 1월 1일)
- 카자흐스탄 (2015년 1월 1일)
- 아르메니아 (2015년 1월 2일)
- 키르기스스탄 (2015년 8월 12일)

### 옵저버
- 몰도바 (2017년 4월 14일)
- 우즈베키스탄 (2020년 12월 11일)
- 쿠바 (2020년 12월 11일)

## 같이 보기
- 독립국가연합
- 유라시아 경제 공동체
- 유라시아 관세동맹
- 유라시아 연합
- 러시아 벨라루스 연맹국
- 상해협력기구